# Svapna
Svapna (devanāgarī : स्वप्न) est un terme sanskrit qui signifie « rêve ». Dans la philosophie indienne, svapna désigne l'« état de rêve » ou la « conscience à l'état de rêve ». 